# Mixomyrophis pusillipinna
Mixomyrophis pusillipinna је врста морске рибе из породице змијки (Ophichthidae) која живи на острвима Ангуилла и Мали Антили те уз  атлантску обалу  Средње Америке. Једини је преставник свога рода. Живи на дубинама 393-451 метар. Описао ју је Џон Е. Макоскер 1985.